# Spencer Fullerton Baird

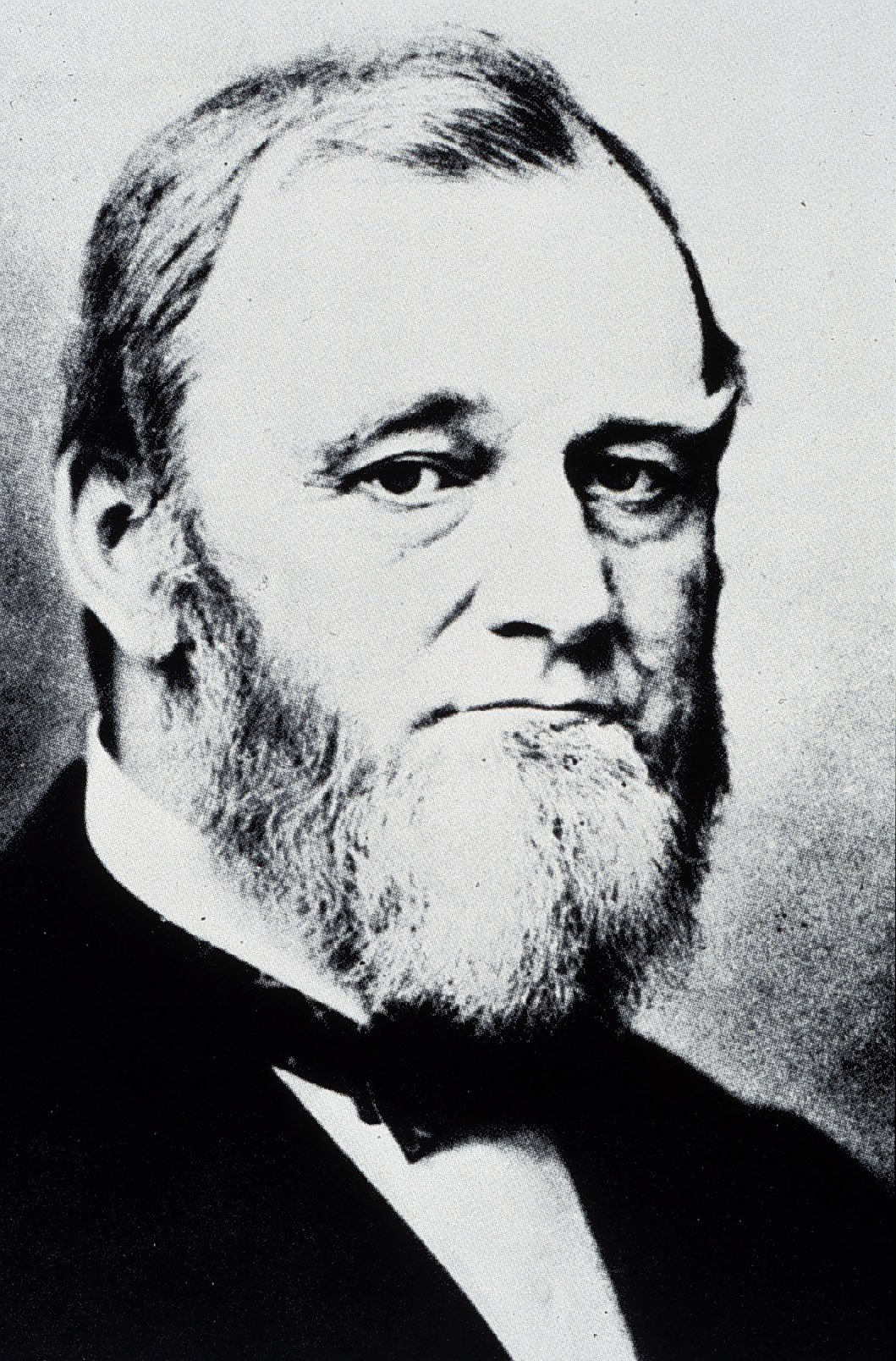
Spencer Fullerton Baird

Spencer Fullerton Baird (ur. 3 lutego 1823 w Reading, zm. 19 sierpnia 1887 w Woods Hole) – amerykański zoolog, ornitolog i ichtiolog.

## Wybrane prace
- Catalogue of North American Reptiles in the Museum of the Smithsonian Institution (Washington 1853, z Charles’em Frédérikiem Girardem)
- Catalogue of North American Birds (Washington 1858)
- Birds, in the series of reports of explorations and surveys for a railway route from the Mississippi river to the Pacific ocean (1858)
- Mammals of North America: Descriptions based on Collections in the Smithsonian Institution (Philadelphia, 1859)
- Review of North American Birds (Washington 1864-66)
- A History of North American Birds (Boston, 1875-1884; Land Birds, 3 vols., Water Birds, 2 vols)